# Stanisław Grochowiak
Stanisław Grochowiak (n. 24 ianuarie 1934, Leszno, voievodatul Polonia Mare, Polonia – d. 2 septembrie 1976, Varșovia, Polonia) a fost un poet, prozator, dramaturg și publicist polonez. A absolvit facultatea de limbă polonă a Universității din Wrocław.

## Opere literare

### Poezie
- Ballada Rycerska (1956)
- Menuet z pogrzebaczem (1958)
- Rozbieranie do snu (1959)
- Agresty (1963)
- Kanon (1965)
- Totentanz in Polen (1969) poem
- Nie było lata (1969)
- Polowanie na cietrzewie (1972)
- Bilard (1975)

### Proză
- Plebania z magnoliami (1956)
- Trismus (1958)
- Karabiny (1965)

### Piese teatrale
- Szachy (1961)
- Partita na instrument drewniany (1962)
- Król IV (1963)
- Chłopcy (1964)
- Kaprysy Łazara (1965)
- Lęky poranne (1972),
- Po tamtej stronie świec (1972),
- Dulle Griet (1976).